# Савез хокеја на леду Аустрије
Савез хокеја на леду Аустрије кровна је спортска организација задужена за професионални и аматерски хокеј на леду и инлајн хокеј на подручју Републике Аустрије. 
Савез је пуноправни члан Међународне хокејашке федерације (ИИХФ) од 18. марта 1912. године. 
Седиште Савеза налази се у главном и највећем граду земље Бечу.

## Историјат
Аустријски хокејашки савез основан је почетком 1912. године, а за првог председника именован је Густав Фејкс који је истовремено био и члан Међународне хокејашке федерације. Савез је већ у марту исте године постао и пуноправним чланом ИИХФ-а. Национална сениорска екипа је на међународној сцени дебитовала већ 1913. на Европском првенству које је одржано у Минхену. 
Деловање Савеза је два пута прекидано као последица Првог и Другог светског рата, односно услед промена државних граница земље после ратова. Рад Савеза је обновљен 1945. године. 
У оквиру Савзе делују подсавези који су задужени за организацију углавном полупрофесионалних и аматерских такмичења на нивоу аутријских држава (изузетак је једино држава Бургенланд).

## Такмичења
Савез је што директно што преко својих подсавеза задужен за организацију професионалних, полупрофесионалних и аматерских такмичења у обе конкуренције и у свим узрасним категоријама у земљи. 
Све до сезоне 2004/05. највише по рангу клупско такмичење у земљи Хокејашка лига Аустрије (данас Ерсте лига, раније Ебел лига) било је под директним ингеренцијама СХЛА. Од те сезоне лига добија генералног спонзора, а оснива се и удружење клубова који постају већински валсници лиге која добија професионални карактер. Ингеренције Савеза сведене су на делегирање судија, формирање правила игре и статистичке услуге. најуспешнији клуб у земљи са 30 титула националног првака је ХК Клагенфурт АК.
Савез организује такмичења у оквирима Националне лиге Аустрије (други ниво) и Аустријске оберлиге (трећи ниво). Обе лиге су професионалног и полупрофесионалног карактера. 
У женској конкуренцији одржавају се такмичења Елитне женске лиге (која има отворени карактер) и Женске Бундеслиге (други ранг). Такође се редовно организују и такмичења за све млађе узрасне категорије у обе конкуренције. 
Сениорска мушка репрезентација је на међународној сцени присутна од 1912. године. Прву утакмицу репрезентација је одиграла 4. децембра 1912. у Прагу против тадашње селекције Бохемије (и изгубила са 0:5). Женска сениорска селекција такмичи се на међународној сцени од 2001. године. 
Хокејашки савез Аустрије је три пута организовао међународна такмичења (као коорганизатор са ИИХФ):
- Светско првенство у хокеју на леду 2005. у Инзбруку и Бечу;
- Светско првенство у хокеју на леду 2008. (Дивизија I, група А) у Инзбруку;
- Светско првенство у хокеју на леду за жене 2009. (Дивизија I) у Грацу.